# Rhodostemonodaphne frontinensis
Rhodostemonodaphne frontinensis är en lagerväxtart som beskrevs av Madriñán. Rhodostemonodaphne frontinensis ingår i släktet Rhodostemonodaphne och familjen lagerväxter. Inga underarter finns listade i Catalogue of Life.